# 348 v.Chr.

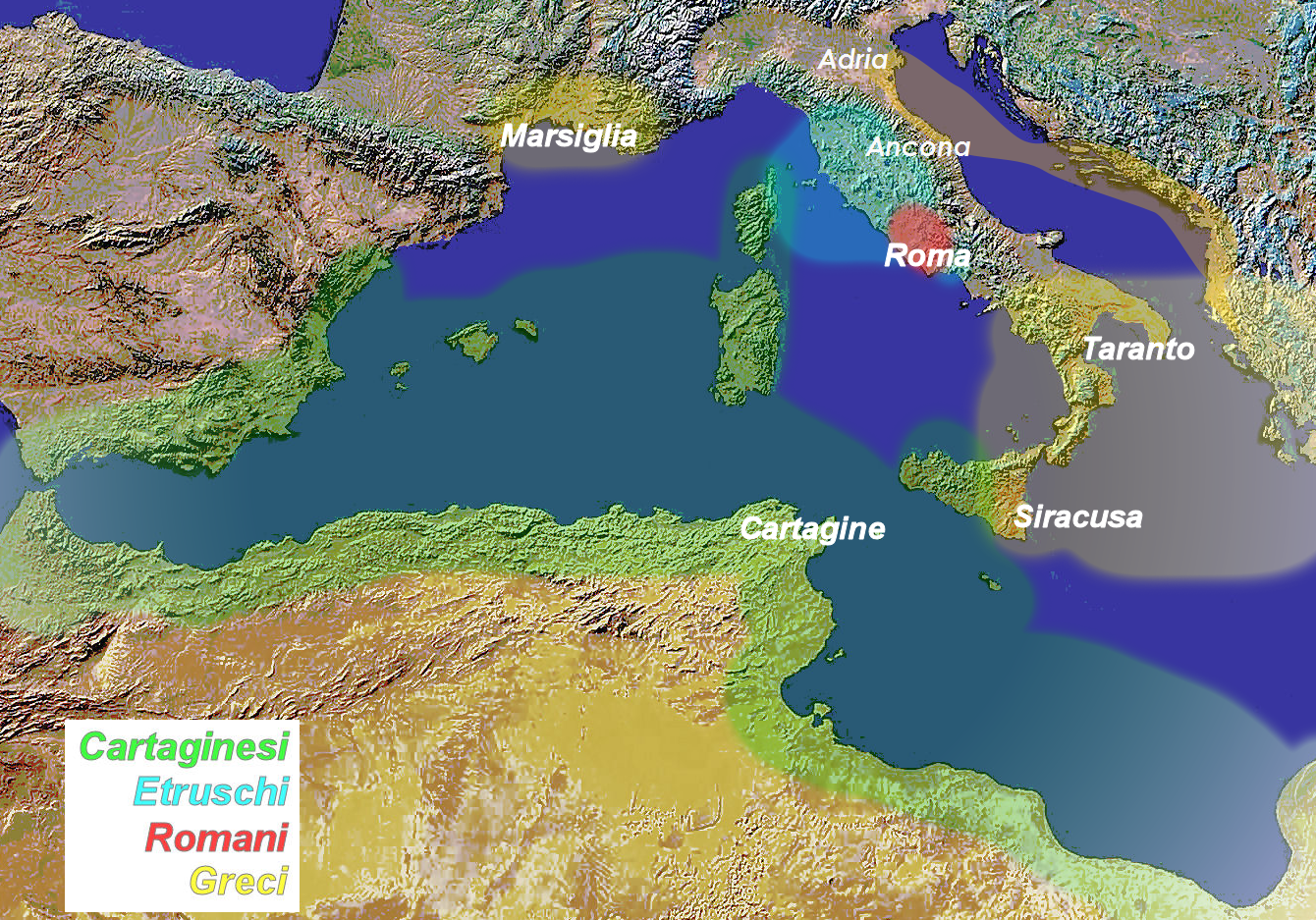
De invloedssferen van de Carthagers, Etrusken, Romeinen en Grieken in het westelijk bekken van het Middellandse Zeegebied

Het jaar 348 v.Chr. is een jaartal in de 4e eeuw v.Chr. volgens de christelijke jaartelling.

## Gebeurtenissen

### Perzië
- Koning Artaxerxes III verovert de Fenicische havenstad Sidon.

### Griekenland
- De tempel van Apollo in Delphi wordt getroffen door een aardbeving van sterkte 6,7 op de schaal van Richter.[1]
- Philippus II van Macedonië verovert en plundert de stad Olynthus in de Chalcidice.
- Chalcidice wordt ingelijfd door het Macedonische Rijk.
- Plutarchus van Eretria vraagt om hulp van zijn bondgenoot Athene.
- Demosthenes probeert de Atheners te overtuigen geen troepen naar Euboea te sturen.
- Athene erkent de onafhankelijkheid van alle steden op Euboea.[2]

### Italië
- Rome sluit met Carthago een handelsverdrag. De Latijnse Liga mag haar handelsbetrekkingen uitbreiden aan de kust van Hispania en Sicilië.[3]